# Bunkrar i Albanien
Bunkrar i betong för ett militärt syfte är en mycket vanlig syn i Albanien, som i genomsnitt har 5,7 bunkrar per kvadratkilometer. Bunkrarna (albanska: bunkerët) byggdes under Enver Hoxhas styre från 1960- till 1980-talet. Hoxha befäste Albanien genom att bygga mer än 750 000 bunkrar.
Hoxhas program för ”bunkerisering” (albanska: bunkerizimi) resulterade i byggandet av bunkrar i varje hörn av Albanien, allt från bergspass till stadsgator. De användes aldrig för sitt avsedda syfte under åren av Hoxhas styre. Kostnaderna för byggandet tömde landets tillgångar, något som ledde bort från mer nödvändiga behov såsom brist på bostäder och dåliga vägar.
Bunkrarna övergavs i och med kommunismens fall 1992. Några användes under det albanska upproret 1997 och Kosovokriget 1999. Bunkrarna är nu förfallna och några har återanvänts för olika syften, såsom hotell, kafé, förråd och till logi åt hemlösa människor och djur.

## Bakgrund
Från slutet av andra världskriget till sin död i april 1985 bedrev Enver Hoxha en politisk modell underbyggd av såväl hårdför stalinism som maoistiska element. Han bröt relationerna med Sovjetunionen under Nikita Chrusjtjov under det ryska tövädret, drog Albanien ur Warszawapakten 1968 i protest mot Warszawapaktens invasion av Tjeckoslovakien, och bröt även relationerna med Folkrepubliken Kina efter USA:s president Richard Nixons statsbesök i Kina 1972.
Enver Hoxhas regim var även fientlig mot landets närmaste grannar. Albanien avslutade inte sitt krigstillstånd med Grekland, en kvarleva från andra världskriget, förrän så sent som 1987 – två år efter Hoxhas död – på grund av misstankar om grekiska territoriella anspråk på södra Albanien (även känt som Nordepirus av grekerna).
Hoxha var hätsk och fientlig mot den mer moderata kommunistregeringen i Titos Jugoslavien och anklagade Titos regering för att upprätthålla "en anti-marxistisk och trångsynt syn på partiet, staten och folket". Hoxha hävdade att Tito avsåg att ta kontroll över Albanien och omvandla landet till den sjunde republiken i Jugoslavien och klandrade den jugoslaviska regeringen för sitt sätt att felbehandla albanerna i Kosovo och att jugoslaviska ledare bedrev ett politiskt program med utrotning som syfte.
Albanien behöll ändå vissa relationer med omvärlden vid denna tid, såsom handel med neutrala länder såsom Österrike och Sverige och upprättade förbindelser tvärs över Adriatiska havet med sin forna koloniala härskare Italien. En viss uppmjukning av inrikespolitiken motverkades 1973 av Enver Hoxha genom återupptagande av förtryck och utrensning riktad mot individer, såsom inom militären eftersom han var rädd att det skulle hota hans ledarroll i landet. En ny konstitution antogs 1976 som stärkte kommunistpartiets grepp om landet, begränsade privata egendomar och förbjöd utländska lån. Landet dök ner i ett årtionde av paranoid isolering och ekonomisk stagnation och så gott som helt avskärmat från omvärlden.

## Militär doktrin

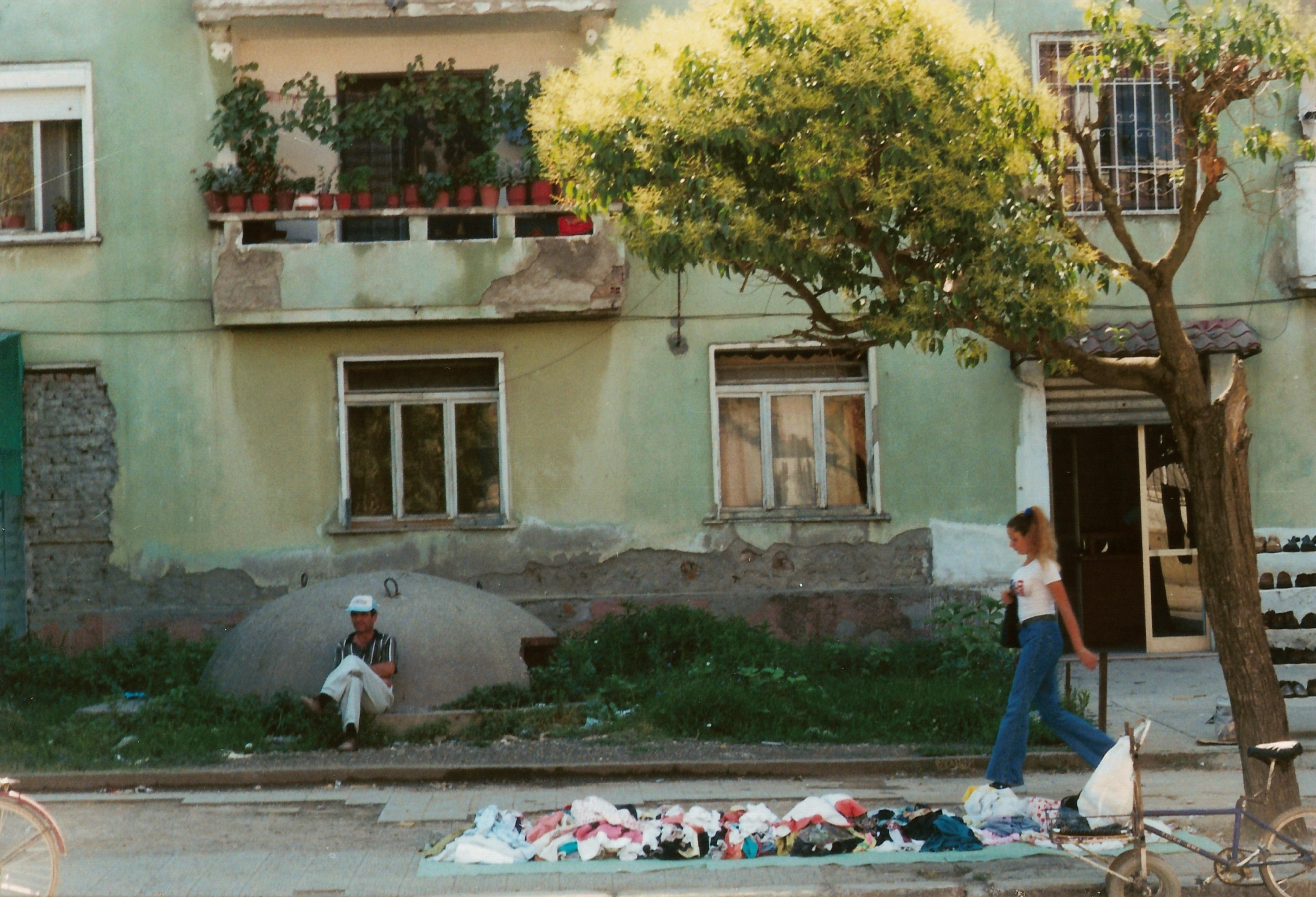
En bunker på en stadsgata i Shkodra. Invånarna vid stadsgatan förväntades att försvara den.

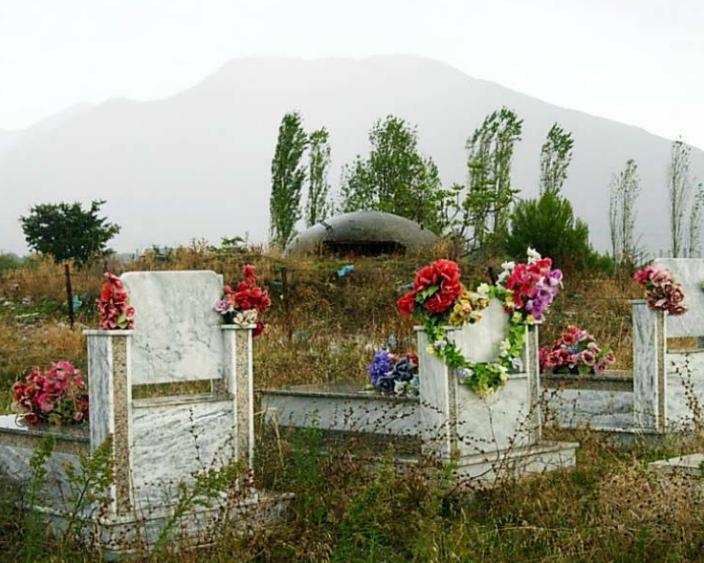
Bunkrar byggdes på nästan varje plats som kunde försvaras, även på kyrkogårdar.

Från och med 1967 och fram till 1986 förde den albanska regeringen en policy av "bunkerisering" som ledde till byggandet av hundratusentals bunkrar runtom i landet. Dessa byggdes på alla tänkbara platser, från stränder till berg, i vingårdar och på betesmark, i byar och städer och vid trädgårdarna kring Albaniens bästa hotell. Enver Hoxha var orolig för att Albanien skulle utkämpa ett tvåfrontskrig i en samordnad attack av Jugoslavien, NATO och Warszawapakten med över elva fientliga flygdivisioner.
Albaniens militära doktrin baserades på idén om "folkkriget", som kan härledas till partisankriget lett av Enver Hoxha. Albanien var det enda landet i Europa som befriade sig självt utan ingripande från främmande makter (fastän albanska partisaner fick stort understöd av vapen av de allierade).  Partisanernas seger mytologiserades i massiv skala av Enver Hoxhas regim, som använde sina framgångar i kriget för att legitimera sitt styre i landet. De väpnade styrkorna bestod av partisanmodellen byggd kring infanteriförband; 75 procent av de reguljära styrkorna och 97 procent av reservarna anställdes i rollen som fotsoldater.
Partisanernas strategi var baserad på bergsbaserad gerillakrigföring; de flydde upp i bergen och gjorde räder i lågländerna, som var svårare att försvara. Däremot ville Enver Hoxha försvara Albaniens nationella integritet och suveränitet "till varje pris", vilket innebar att försvara även lågländerna. Bunkrarna var avsedda att skapa defensiva positioner i hela landet. Mindre bunkrar var utplacerade i linjer utom sikt mot större kommandobunkrar, som var ständigt bemannade. Kommendörer i de större bunkrarna kommunicerade med dem i högre rang via radio och med dem i mindre bunkrar genom visuella signaler som kunde ses genom luckorna.
Regimen försökte att intensivt militarisera den civila befolkningen. 800 000 personer av landets 3 miljoner invånare tjänstgjorde i försvaret på något sätt, inom den reguljära armén, som reserver eller som studenter i unga förband. Flera sektorer inom det offentliga, som statsägda affärsverksamheter, fick roller inom försvaret, vilket betydde att hela befolkningen mer eller mindre omfattades av statens försvarsplanering. Från treårsåldern indoktrinerades barn att vara "vaksam[ma] för fiender både inom sig och utanför"
Alla medborgare från tolv års ålder tränades i att stationera sig själva i den närmaste bunkern för att stå emot tänkta inkräktare. Familjer organiserades av lokala myndigheter för att städa och upprätthålla de lokala bunkrarna. Övningar i civilt självförsvar, då civila i vapenför ålder och av båda könen fick bära gevär (dock utan ammunition),  hölls två gånger varje månad och varade upp till tre dagar.
Medlemmar av Unga pionjärerna, den albanska kommunistiska ungdomsrörelsen, var tränade i att försvara sig mot luftburna invasioner genom att till exempel sätta upp spetsiga spikar i trädtoppar för att spetsa utländska fallskärmshoppare. Trots militariseringen av en stor del av befolkningen var det albanska försvarssystemet i stort sett ineffektivt och tog inte hänsyn till landets verkliga försvarsbehov. Träningen var minimal, tillgången till bränsle och ammunition var otillräcklig, uniformer och utrustning var av dålig kvalitet, vapnen var föråldrade och militären saknade rätt befäl och kontrollsystem.